# Niemiecka Partia Komunistyczna
Niemiecka Partia Komunistyczna (niem. Deutsche Kommunistische Partei, DKP) – niemiecka partia komunistyczna utworzona w Republice Federalnej Niemiec 26 września 1968 roku, w miejsce zdelegalizowanej w 1956 roku wyrokiem Związkowego Trybunału Konstytucyjnego Niemiec Komunistycznej Partii Niemiec (KPD).
DKP od lat 60. XX wieku wchodziła w skład opozycji pozaparlamentarnej. Partia nigdy nie miała poparcia większego niż 0,3 proc. Wielu członków DKP po zjednoczeniu Niemiec opuściło jej szeregi i wstąpiło do Partii Demokratycznego Socjalizmu, kontynuatorki NRD–owskiej Socjalistycznej Partii Jedności Niemiec. W wyborach federalnych w 2005 roku DKP udzieliło poparcia Partii Lewicy.
W 2017 Niemiecka Partia Komunistyczna liczyła około 3500 aktywnych działaczy i członków.

## Przewodniczący
- Kurt Bachmann (od 1968 do 1973)
- Herbert Mies (od 1973 do 1990)
- Heinz Stehr(inne języki) (od 1990 do 2010)
- Bettina Jürgensen (od 2010 do 2013)
- Patrik Köbele(inne języki) (od 2013)